# Кутригури

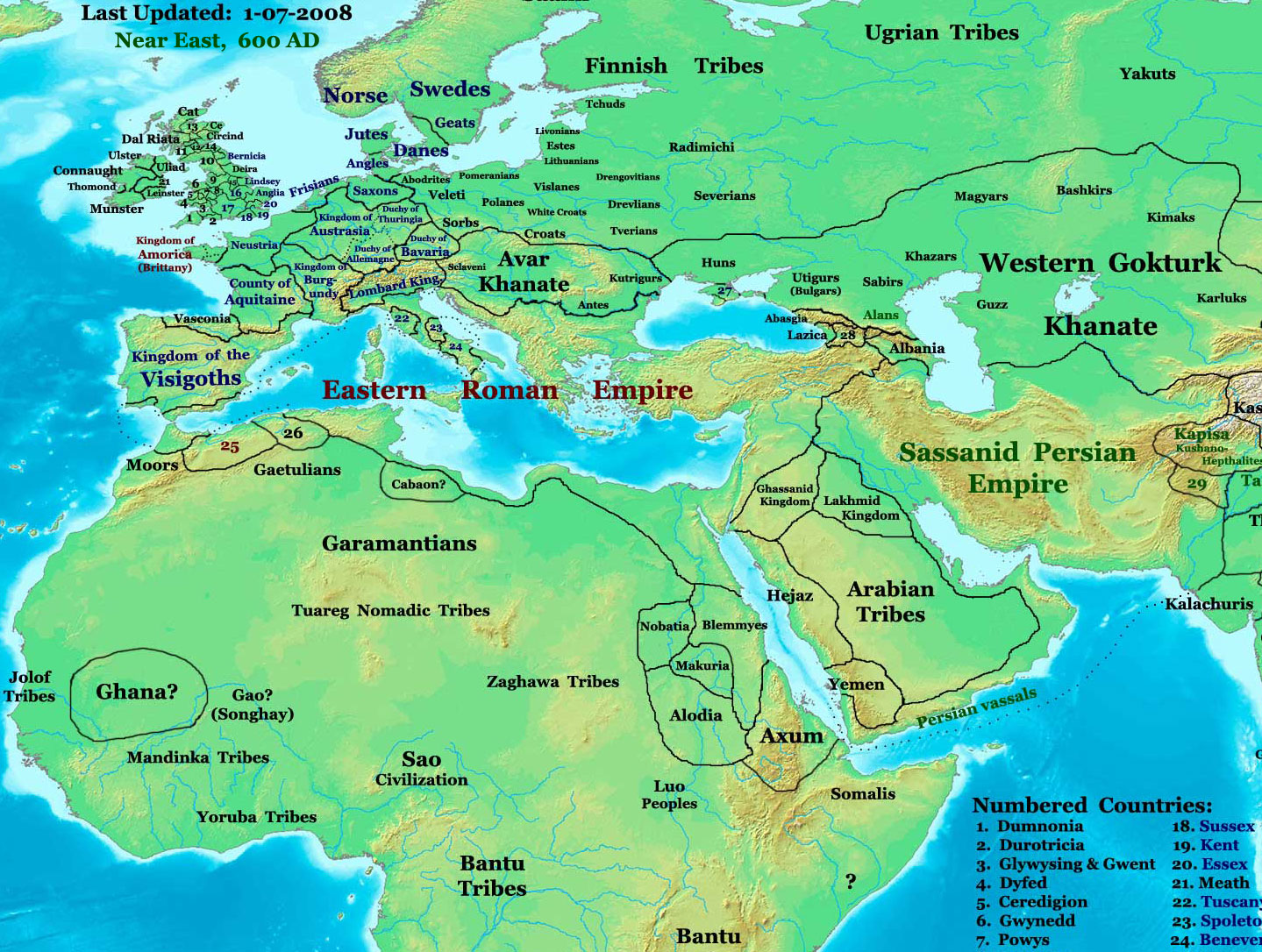
Мапа племен 600 AD

Кутригури — племінна група булгар поряд з утигурами, хайлангурами та ін, що мешкала в V—VI століттях у степах між Доном і пониззям Дунаю. Деякі дослідники ототожнюють з племенем козарігів.
Візантійський історик Прокопій Кесарійський цитує легенду, за якою кутригури і утигури спочатку колись жили в одній державі. 463 року булгари розбили гунів. Перші згадки відносяться до 469-488 років і локалізуються степами Дніпро-Донського межиріччя. Ймовірно в першій половині 5 століття вони напали на східних готів на західному березі Дону і заволоділи прилеглими землями. Неодноразово воювали з Візантією та її союзниками, здійснюючи набіги та походи. У 558 хан Заберхан з булгаро-слов'янським військом здійснив похід на Константинополь. На якийсь час кутригури увійшли до складу Аварського каганату близько 550 року.
Від 540 до 551 року їхнім князем був Кініалон, попередник Сініона (Sinion). Близько 551 року 12000 вояків, що йому підкорялись, пішли війною на гепідів, перемогли їх, вийшли на Балкани, захопили і розорили балканські провінції Візантійської імперії.
В 551 році, у зв'язку з небезпекою для Константинополя, візантійський імператор Юстиніан I направив послів на північ Чорного моря до вождя утигурів (оногурів) Сандала, що були сусідами кутригурів. Посли зробили багаті дари грошима і зброєю, і переконали Санділа напасти на столицю кутригурів на західному березі Дону. Оскільки армія кутригурів була у Фракії, війська Санділа легко перейшли Дон і розбили загони супротивника.
Довідавшись про напад, володар кутригурів поспішив переправитись через Дунай, в результаті чого значна частина Фракії врятувалась. Після цього почалася тривала семирічна війна між сусідніми племенами. У 558 році вождь кутригурів Заберхан уклав мир з утигурами.
У 631 році частина кутригурів під командуванням хана Альцека, спробувала повалити гегемонію аварів, але не витримавши конкуренції, відкотилася на Рейн до франків. Король Дагоберт поселив кутригурів у Баварії, але потім наказав вночі віроломно вигубити їх. Уцілілі кутригури знайшли останній притулок в Італії, селищах Сепіна, Бовіана і Інзернія, де вони розселилися. Інша частина кутригурів в 633 році возз'єдналася союзом з утигурами, згодом у цьому племені народився майбутній хан Кубрат, який створив ранньосередньовічну державу Велику Болгарію. Також частина кутригурів осіла в Македонії під проводом хана Кубера, а також попрямували на північний схід від Дону в поволзькі степи, де їх називали срібними булгарами і згодом створили середньовічну державу Волзьку Болгарію.

## Кагани Кутригурів
- 540—550 — Кініалон
- 550—562 — Заберхан
- 582—584 — Гостун
- 584—619 — Курт